# 페아노르

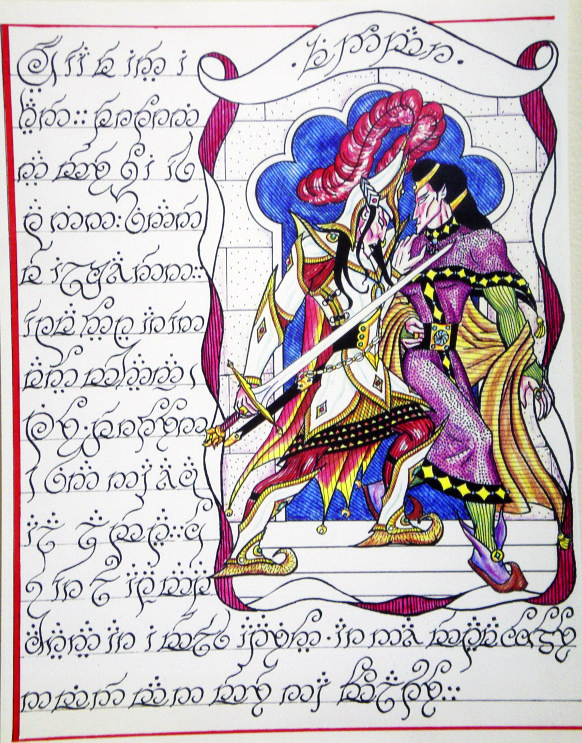

페아노르(Fëanor, IPA: [fe.anor])는
J.R.R. 톨킨이 구상한 《실마릴리온》의 등장인물 중 한 명으로 이름의 뜻은 '불꽃의 영'이다.
위대한 요정이라는 특별한 명성답게 뛰어난 재능을 가지고 있었다. 작중 사건이 발생하는 대부분의 원인을 주도한 인물이기도 하다.
주요 업적으로 알려진 것은 문자 체계를 개선해 만든 텡과르, 천리안의 돌 팔란티르, 전무후무한 아름다운 3개의 보석 실마릴 등이 있다.

## 작중행적
발리노르에서 놀도르들의 초대 상급왕 핀웨와 미리엘의 장자로 태어났다. 그러나 어머니 미리엘은 페아노르를 낳은 후에 영혼과 몸에 극심한 피로를 느껴 아만 대륙에서 최초로 죽은 요정이 되었다. 이후 핀웨는 바냐르 왕녀 인디스와 재혼한다. 이는 페아노르의 인격 형성에 큰 영향을 미친다.
일생의 대부분은 다른 놀도르들과 마찬가지로 발리노르에서 생활하였기에 그 역시 업적과 문제되는 행동도 발리노르에서 일어난다. 페아노르의 문제 행동은 아버지이자 통치자 핀웨가 낳은 이복 형제 간의 갈등이었다.
자세히는 남동생 핑골핀과 피나르핀과 대립으로 페아노르의 노골적이고 적대적인 행동에서 이뤄졌다.
유폐상태에서 풀려난 멜코르가 놀도르와 발라 사이를 이간질하고, 페아노르와 핑골핀 사이에서 공작을 벌여 이들의 갈등은 더욱 심해진다. 핀웨가 아들들을 불러서 갈등을 해결하려고 했을 때 페아노르는 핑골핀에게 칼을 들이밀며 협박한다. 이에 발라들은 페아노르를 12년간 추방한다. 페아노르가 추방당하자 핀웨도 왕권을 포기하고 페아노르를 따라간다.
이후 발리노르의 축제기간에 발라들은 갈등을 종식시키고자 페아노르를 만웨의 성채로 데려왔고 그곳에서 핑골핀과 형제의 우애를 다짐하였다. 이 때 텔페리온과 라우렐린이 빛을 발하여 발리노르는 금빛과 은빛으로 가득 찼다.
그러나 추방당한 멜코르가 경계가 약해지는 발리노르의 축제 기간을 노려 거대한 거미 웅골리안트와 함께 영생목을 살해하자 세상은 급격히 어둠에 빠진다. 또한 멜코르가 그의 걸작 실마릴을 훔치고, 무엇보다도 사랑하는 아버지 핀웨도 살해하자 분노한다. 페아노르는 멜코르를 세상의 검은적이라는 뜻의 모르고스로 칭하며 복수를 위해 백성들에게 열변하여 페아노르의 맹세를 선언한다. 그리고 놀도르들을 설득해 맹세에 가담케 한 뒤 모르고스가 도망친 가운데땅으로 가기 위해 뛰어난 조선실력과 항구를 가지고 있던 알쿠알론데의 텔레리 세력을 잔혹하게 살해하고(제1차 동족살해) 배를 타고 떠난다. 이 때문에 발라들의 분노를 사 가운데땅의 요정들은 죽을 수도 있게 되고, 죽지 않더라도 약해지고 쇠퇴할 운명을 부여하는 만도스의 저주도 선언된다.
페아노르는 가운데땅에 진입한 후에도 형제 간의, 그리고 나중에 이웃하게 될 신다르 간에 반목을 일으킬 행동을 벌였다. 이는 로스가르에서의 방화였고 강탈했던 선박을 불태워 없애버린 것이다. 이 때문에 발리노르에서 배를 기다리고 있던 핑골핀과 놀도르들은 헬카락세를 통해서만 가운데땅으로 올 수 있었다.
얼마 지나지 않아 모르고스는 놀도르 귀환을 파악하고 대규모 오크 부대로 선공을 가하여 다고르 누인길리아스가 벌어진다. 하지만 놀도르는 앞서 일어난 전쟁과 뒤이어 연달아 일어난 전투 모두 완승했다. 사기를 높인 페아노르는 적진으로 소수의 아군과 서둘러 돌격한다.
이런 독보적인 행동은 오만하고 무모한 것이었기 때문에 모르고스의 발록, 고스모그에게 큰 상처를 입는다. 죽기 직전에 페아노르는 모르고스를 저주하며 죽는다. 그의 시신은 재처럼 흩어져 사라졌다고 한다.
이후 그의 장남 마이드로스가 주축이 되는 페아노리안 세력과 신다르, 난쟁이 종족, 인간의 도래로 여러 종족이 가운데땅에서 살아가며 모르고스와 대립한다. 결과적으로 페아노르는 소설의 주된 무대에서 빠르게 퇴장했으나 누구도 모르고스의 종말까지 거스르지 못 하는 거대한 사건의 발단으로 작용하는 역할을 맡았다.
예언에 따르면 페아노르는 그가 저지른 업보때문에 만도스의 전당에 갇혀 있다가 다고르 다고라스때 부활한다고 한다. 모르고스가 몰락한 뒤 그는 실마릴의 소유권을 발라들에게 넘기고 야반나가 실마릴의 빛으로 텔페리온과 라우렐린을 부활시키면 새로운 아이눌린달레가 열린다고 전해진다.

## 기타
요정은 본래 자식을 많이 낳지 않는 종족이다. 하지만 놀도르 중에서도 왕족은 꽤나 다산한 편이며, 그 가운데 핀웨의 장남 페아노르는 7명의 자식을 두었다.